# دیمین تیمر
دِیمین تیمر (انگلیسی: Damien Timmer؛ زادهٔ ۲۰ اکتبر ۱۹۶۸) مدیر اجرایی و تهیه‌کننده تلویزیونی اهل بریتانیا است. وی از سال ۱۹۹۴ میلادی تاکنون مشغول فعالیت بوده‌است.
از فیلم‌ها یا مجموعه‌های تلویزیونی که وی در آن‌ها نقش داشته‌است، می‌توان به پوآرو، سپس هیچ‌کدام باقی نماندند، ویکتوریا و پولدارک اشاره نمود.